# Saint-Michel-en-Grève

Saint-Michel-en-Grève este o comună în departamentul  Côtes-d'Armor, Franța. În 1 ianuarie 2022 avea o populație de 447 de locuitori.